# Ipomoea anisomeres
Ipomoea anisomeres är en vindeväxtart som beskrevs av Robinson och Bartlett. Ipomoea anisomeres ingår i släktet praktvindor, och familjen vindeväxter. Inga underarter finns listade i Catalogue of Life.